# Karl Fodermair
Karl Fodermair (* 11. Juli 1902 in München; † 16. Juli 1986 ebenda) war ein Instrumentenbauer und Leiter diverser Chöre und Orchester.
Im Alter von 14 Jahren begann Fodermair seine Ausbildung zum Instrumentenbauer, die er im Jahr 1919 mit der Gesellenprüfung beendete.
Mit 17 begann er eine akademische Klavierausbildung. Zu dieser Zeit hatte das Kino noch keinen Ton und er begann mit 18  Jahren, als Pianist in Stummfilmtheatern zu arbeiten. 1923 begann er eine Ausbildung zum Klavierbauer bei der Firma Berdux. Mit 24 Jahren machte er sich als Instrumentenbauer selbständig.
Durch die „schlechte Zeit“ und die damalige hohe Arbeitslosigkeit begann er 1928 sein Brot als Musiker am Kleinhesseloher See zu verdienen. In dieser Zeit begleitete er musikalisch verschiedene Größen der damaligen Zeit, wie Karl Valentin, Weiß Ferdl, Adolf Gondrell und andere.
Er leitete diverse Chöre und Orchester, wie zum Beispiel:
- Münchner Mandolinen Zirkel[2]
- Volkschor Lyra Markt Schwaben
- Geltinger Saitenspielkreis
- Zither Runde München 1904
- Bergwachtorchester

Er war seit seinem zwanzigsten Lebensjahr aktives Mitglied des Bayerischen Roten Kreuzes. Für den Bayerischen Rundfunk wurde im Jahr 1980 ein Porträt von Karl Fodermair erstellt und ausgestrahlt.
Titel: Ich halt´ alles z´am; ein Film von Gerd Berner